# Criss Strokes
Criss Strokes, eigentlich Christopher Ryan Chandler (* 27. November 1985 in den Vereinigten Staaten von Amerika), ist ein US-amerikanischer Pornodarsteller, der seit 2006 in mehr als 750 Pornofilmen mitgewirkt hat und mehrfach bei den AVN Awards nominiert wurde.

## Leben
Criss Strokes debütierte 2006 im Alter von 21 Jahren als Darsteller in der heterosexuellen Pornofilmindustrie. Seine Statur mit der Körpergröße von 1,9 m und seiner zumindest beworbenen Penislänge von 25,4 cm (10 Zoll) im erigierten Zustand, machten ihn zu einer nachgefragten Persönlichkeit in der US-amerikanischen Sexindustrie. Er wirkte auch als Gay-for-Pay-Darsteller in homosexuellen Pornofilmen mit. Laut eigener Aussage ist er jedoch nicht bisexuell.
Criss Strokes arbeitete für die Produktionsfirmen New Sensations, Evil Angel, Zero Tolerance Entertainment, Jules Jordan Video, Wicked Pictures, Digital Sin, Vivid Entertainment, Elegant Angel, Hustler Video und Sin City. Er war neun Mal für die AVN Awards nominiert.
Seit 2019 betätigen sich Strokes und sein Kollege John Johnson sexuell als Gay-for-Pay-Darsteller in von ihnen selbst produzierten und auf der Website OnlyFans veröffentlichten Pornofilmen. In den auf OnlyFans verfügbaren Pornofilmen nimmt Strokes beim Analverkehr die passive Rolle ein und nimmt Fellatio an männlichen Darstellern vor. Dies erregte die Aufmerksamkeit innerhalb der Pornofilmindustrie, da er sich als heterosexuell identifiziert. Dem von Strokes gesetzten Trend folgen inzwischen weitere Pornodarsteller.

## Auszeichnungen
Gewonnene Auszeichnungen
- XBIZ Awards
  - 2015: Best Scene – Gonzo/Non-Feature Release

Nominierungen
- AVN Awards
  - 2010: Best Anal Sex Scene
  - 2011: Best Couples Sex Scene
  - 2011: Best Three-Way Sex Scene (G/B/B)
  - 2011: Unsung Male Performer of the Year
  - 2012: Best Three-Way Sex Scene (G/G/B)
  - 2012: Best Group Sex Scene (Ass Worship 13)
  - 2012: Best Group Sex Scene (Gangbanged 2)
  - 2014: Best Group Sex Scene
  - 2015: Best Double Penetration Sex Scene
  - 2017: Best Double Penetration Sex Scene
  - 2018: Best Boy/Girl Sex Scene

- Pornhub Awards
  - 2018: Top Dick Performer

- XBIZ Awards
  - 2020: Best Sex Scene — Gonzo (Analized)
  - 2020: Best Sex Scene — Gonzo (Evil Angel)

- XRCO Awards
  - 2011: Unsung Swordsman